# Encamp
Encamp (katalanskt uttal: [əŋˈkam]) är en ort och en av Andorras sju parròquies (kommuner). Encamp ligger i östra delen i furstendömet. Orten hade 7 678 invånare (2021). Kommunen (parròquia) hade 11 790 invånare (2021), på en yta om 74 km².